# コナー・マクラフリン
コナー・ジェラード・マクラフリン（Conor Gerard McLaughlin、1991年7月26日  - ）は、北アイルランド・ベルファスト出身の元プロサッカー選手。元北アイルランド代表。現役時代のポジションは、ディフェンダー。

## 経歴

### クラブ

#### プレストン・ノースエンド
2010年1月、プレストン・ノースエンドFCとプロ契約を締結。2010年11月12日のハル・シティAFC戦でデビュー。2010年12月、契約を2013年まで延長。2011年3月、シュルーズベリー・タウンFCに2ヶ月間レンタル移籍。
2012年5月、来シーズンの構想から外れたと報じられた。

#### フリートウッド・タウン
2012年7月20日、フリートウッド・タウンFCに移籍。2014年6月、新たに3年契約を締結。

#### ミルウォール
2017年7月、ミルウォールFCに移籍。

#### フリートウッド・タウン復帰
2021年10月、フリートウッド・タウンFCに復帰。
2022年4月14日、現役引退を表明した。

### 代表
ユース年代から北アイルランド代表に選ばれている。
2011年10月にA代表に初招集され、11日のイタリア代表との試合で初キャップを記録。
UEFA EURO 2016では初戦のポーランド代表戦でスタメン出場した。